# 신포국제시장

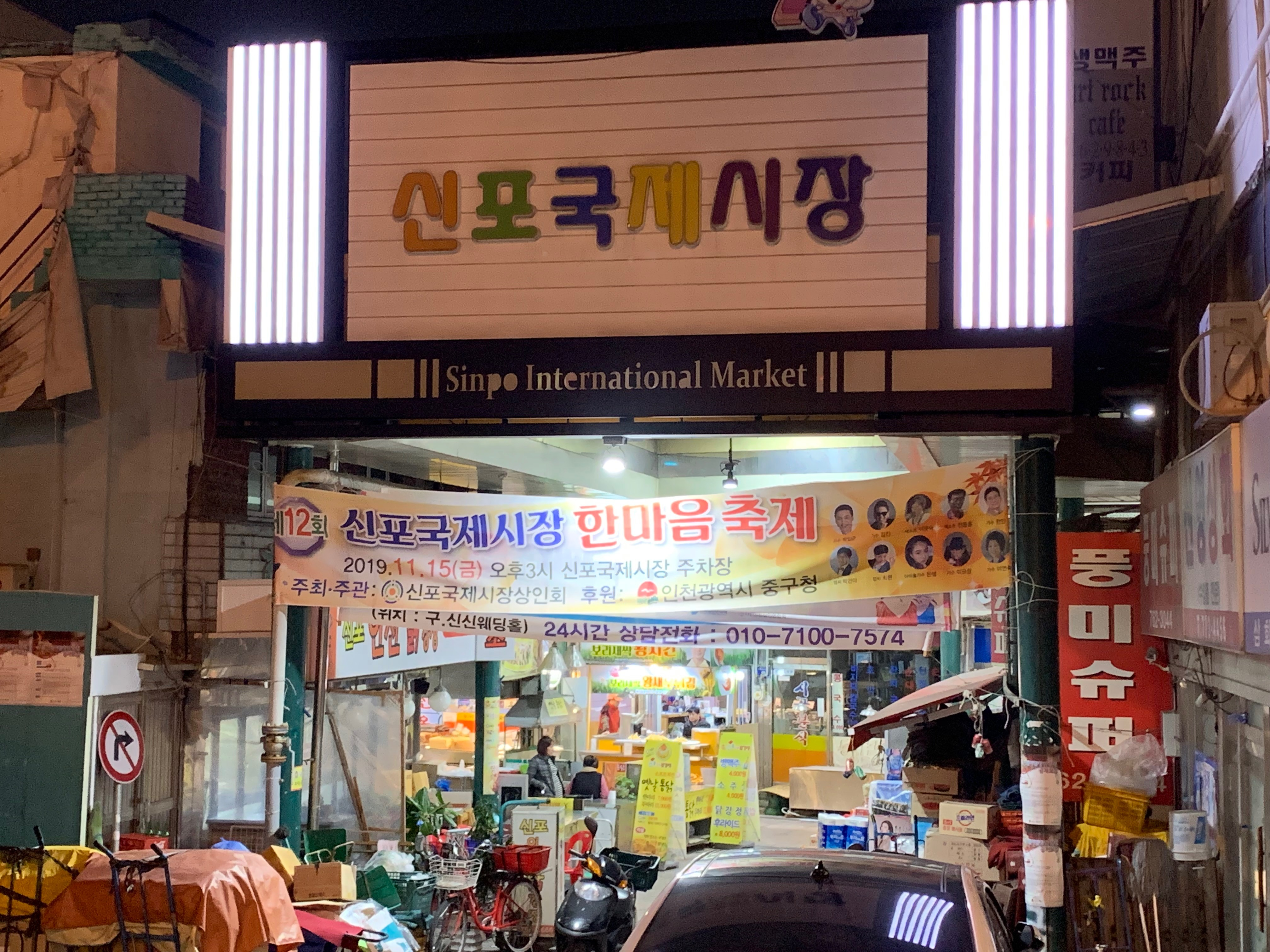
신포국제시장 입구

신포국제시장(新浦國際市場)은 인천광역시 중구 신포동에 있는 시장이다. 원래 신포시장으로 불렸으나 2010년 3월 중소기업청의 문화관광시장 지원대상으로 선정되어 이름을 바꾸었다.

## 역사
제물포 조약으로 제물포가 개항된 이후 1884년 인천화상조계장정이 채결되어 청의 조계지가 설정되었다. 이후 청나라에서 여러 사람들이 건너왔는데, 그 중에는 산동지역에서 건너와 채소를 기른 화농(華農)들이 있었다. 이들이 길러낸 채소를 파는 시장을 낸 것이 신포시장의 기원이다. 화농은 당시 조선에서는 기르지 않았던 양파, 당근, 토마토 등을 들여왔고 이후 이 작물들이 전국으로 전파되는 계기가 되었다. 이러한 역사 때문에 지금도 각종 반찬거리와 채소등을 주로 파는 시장으로 자리매김 되었다.
신포시장이 정식 상설 시장이 된 것은 1970년이다. 찬거리와 각종 먹을 거리로 각광받던 신포시장은 1970년대에 전성기를 누렸다. 그러나 인천광역시청이 이전되면서 상권이 축소되어 쇠락하기 시작했다. 2003년 현대화 작업을 거쳐 지금의 모습으로 거듭났고 인근 차이나타운이 관광명소가 되면서 유입인구가 늘기 시작했다. 여느 재래시장과 마찬가지로 전성기의 모습은 되찾지 못하고 있지만, 관광객의 유입으로 상권이 유지되는 편이다.

## 특산물
신포국제시장은 쫄면과 오색만두가 처음으로 만들어진 곳이다. 또 닭강정이 유명한데, 닭강정은 지금도 인기가 높아 성황을 이루는 집은 줄을 서서 기다린다.

## 갤러리

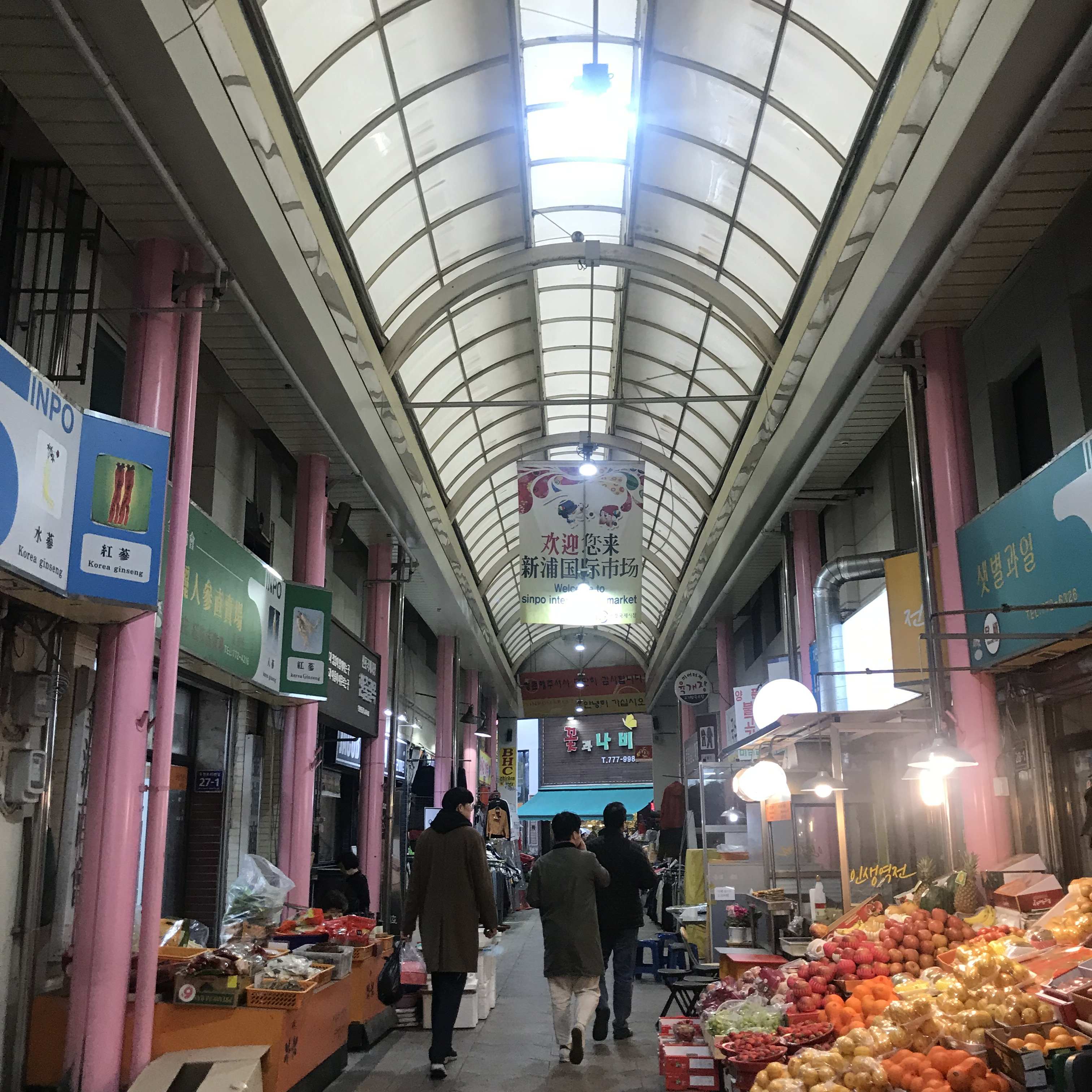
신포국제시장 내부
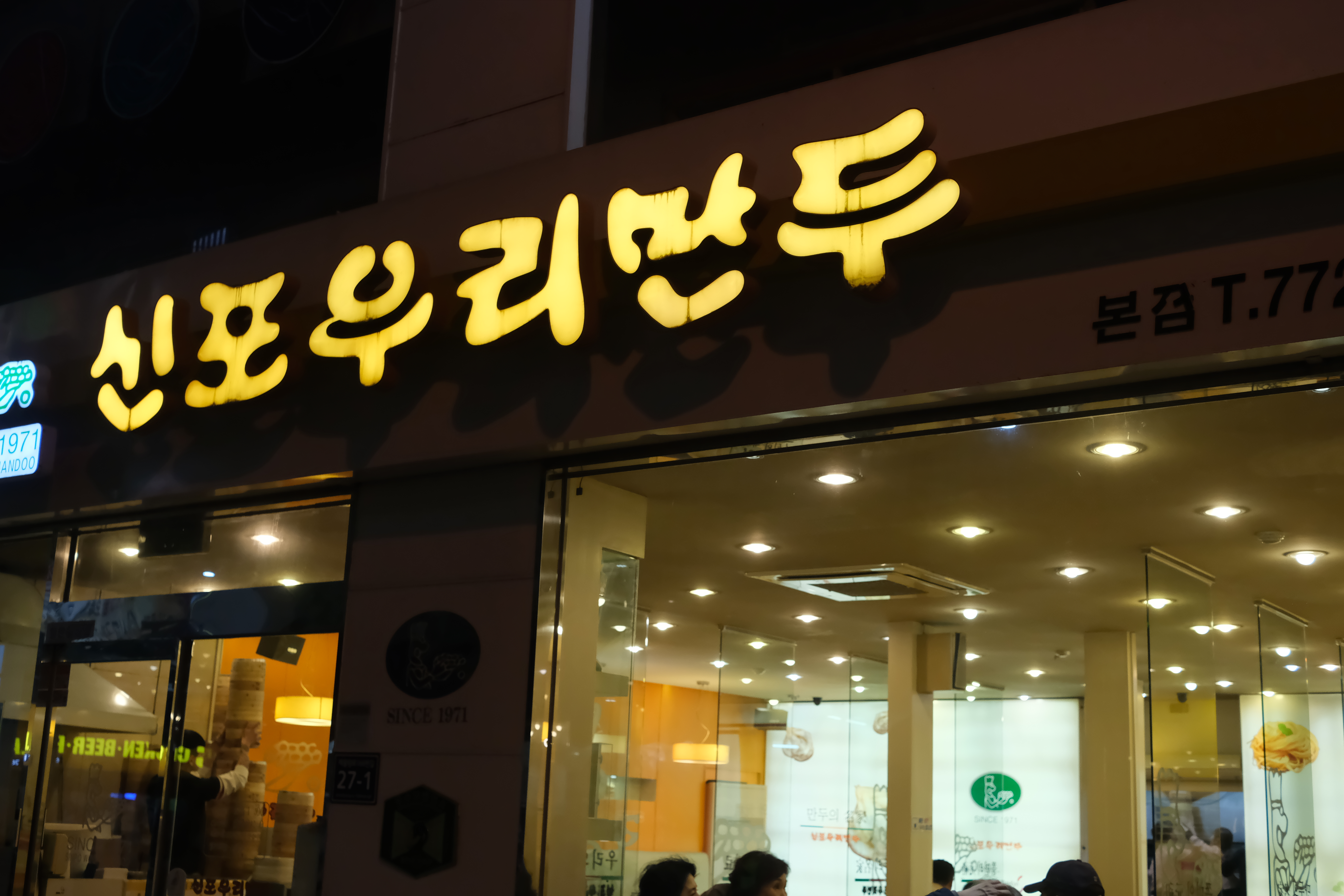
신포우리만두 본점